# Максима Горького (Краснодарский край)
Макси́ма Го́рького — посёлок в Приморско-Ахтарском районе Краснодарского края.
Входит в состав Приазовского сельского поселения.

## Население
| 2002 | 2010 |
| ---- | ---- |
| 144  | ↘77  |

## Улицы
В посёлке имеется одна улица: Ленина.

## Инфраструктура
В посёлке имеется дополнительный офис №1586/041 Сбербанка, занимающийся обслуживанием физических лиц.